# بيتولا (إميليا رومانيا)
بيتولا (بالإيطالية: Bettola)‏ هي بلدية في مقاطعة بياتشنزا في إقليم إميليا رومانيا الإيطالي.

## السكان
في سنة 1861 بلغ عدد السكان 6٬536 نسمة، وتطور العدد ليصل في سنة 2011 لـ 2٬999 نسمة.
يظهر هذا المخطط البياني تطور النمو السكاني لـ بيتولا (إميليا رومانيا)